# Großarl
Großarl è un comune austriaco di 3 802 abitanti nel distretto di Sankt Johann im Pongau, nel Salisburghese; ha lo status di comune mercato (Marktgemeinde). È una stazione sciistica attrezzata sia per lo sci alpino sia per lo sci nordico.